# Ártánd, Hajdú-Bihar
Ártánd  este un sat în districtul Berettyóújfalu, județul Hajdú-Bihar, Ungaria, având o populație de 502 locuitori (2011). 

## Demografie
Componența etnică a satului Ártánd
     Maghiari (88,89%)
     Români (7,84%)
     Romi (3,27%)
Componența confesională a satului Ártánd
     Reformați (45,02%)
     Fără religie (10,16%)
     Romano-catolici (7,37%)
     Ortodocși (1,39%)
     Necunoscută (35,46%)
     Greco-catolici (0,6%)
     Alte religii (4,98%)
Conform recensământului din 2011, satul Ártánd avea 502 locuitori. Din punct de vedere etnic, majoritatea locuitorilor (88,89%) erau maghiari, existând și minorități de români (7,84%) și romi (3,27%). Nu există o religie majoritară, locuitorii fiind reformați (45,02%), persoane fără religie (10,16%), romano-catolici (7,37%) și ortodocși (1,39%). Pentru 35,46% din locuitori nu este cunoscută apartenența confesională.